# 寶蓮·萊瑟姆

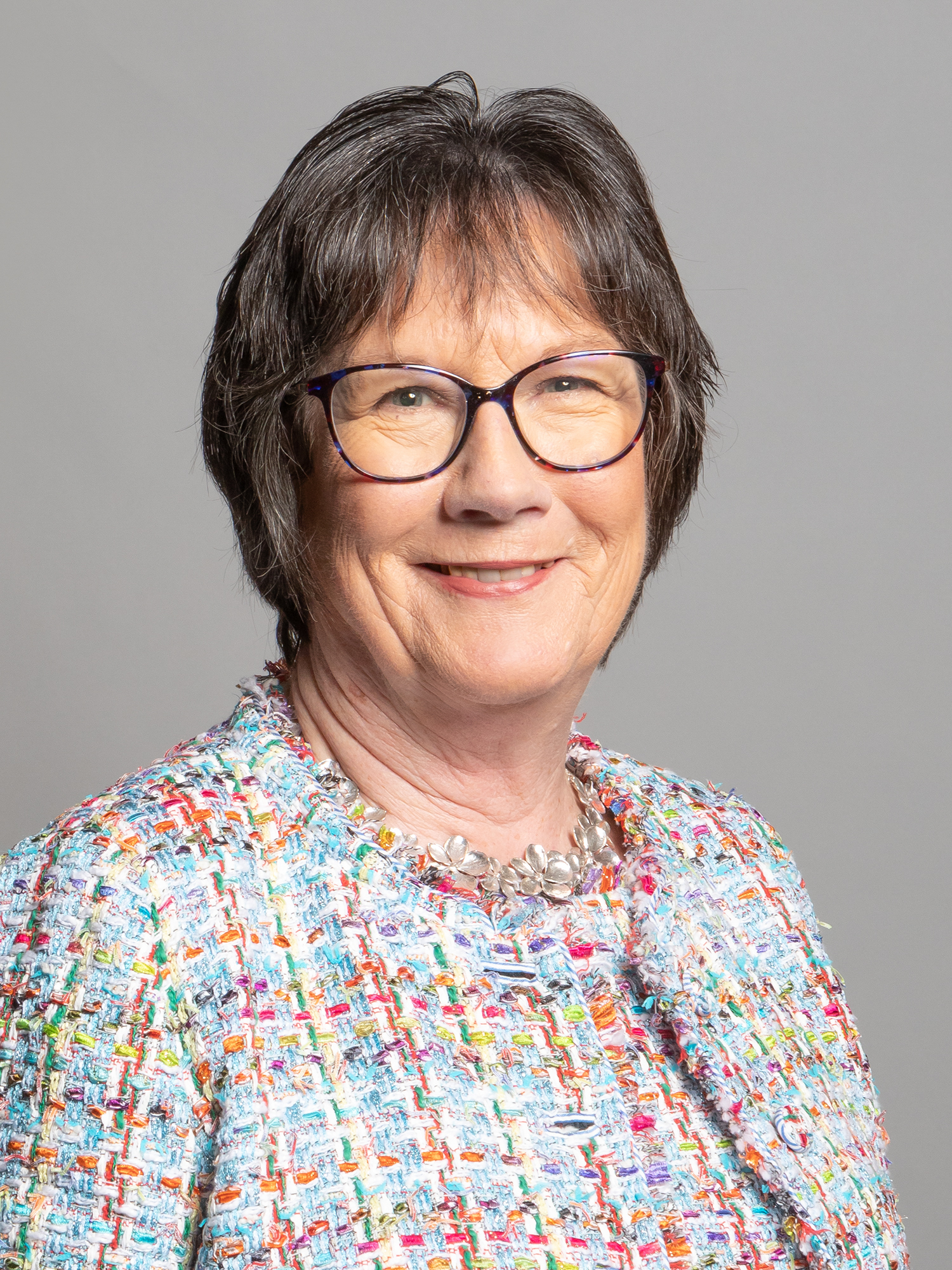

寶蓮·伊麗莎白·拉瑟姆，OBE（英語：Pauline Elizabeth Latham，1952年4月21日—），英國保守黨籍政治人物。自2010年開始，他擔任中德比郡選區選出的英國下議院議員，現任1922委員會執行委員。